# Tutti i sogni ancora in volo
Tutti i sogni ancora in volo è un programma televisivo italiano di genere varietà e musicale, andato in onda in prima serata su Rai 1 il 26 maggio e il 2 giugno 2023 con la conduzione di Massimo Ranieri e con la partecipazione di Rocío Muñoz Morales.

## Il programma
Il programma consiste in un grande show che intende omaggiare il varietà di una volta; è un racconto fatto di storie e aneddoti personali accompagnati dalle migliori canzoni di Massimo Ranieri e dai grandi classici della canzone italiana.
La scenografia, tipica delle grandi occasioni, evoca gli show degli anni ‘60 e ’70, mentre la regia televisiva si alterna tra tradizione e modernità.

## Puntate e ascolti
| Puntata | Messa in onda  | Ascolti        | Ascolti | Ospiti                                                                   |
| Puntata | Messa in onda  | Telespettatori | Share   | Ospiti                                                                   |
| ------- | -------------- | -------------- | ------- | ------------------------------------------------------------------------ |
| 1       | 26 maggio 2023 | 3 185 000      | 21,09%  | Gianni Morandi, Diodato, Noemi, The Kolors e Maurizio Battista           |
| 2       | 2 giugno 2023  | 2 953 000      | 20,20%  | Tiziano Ferro, Arisa, Malika Ayane, Raf, Barbara Foria e Enrico Brignano |
| Media   | Media          | 3 069 000      | 20,65%  |                                                                          |